# Stavropégie

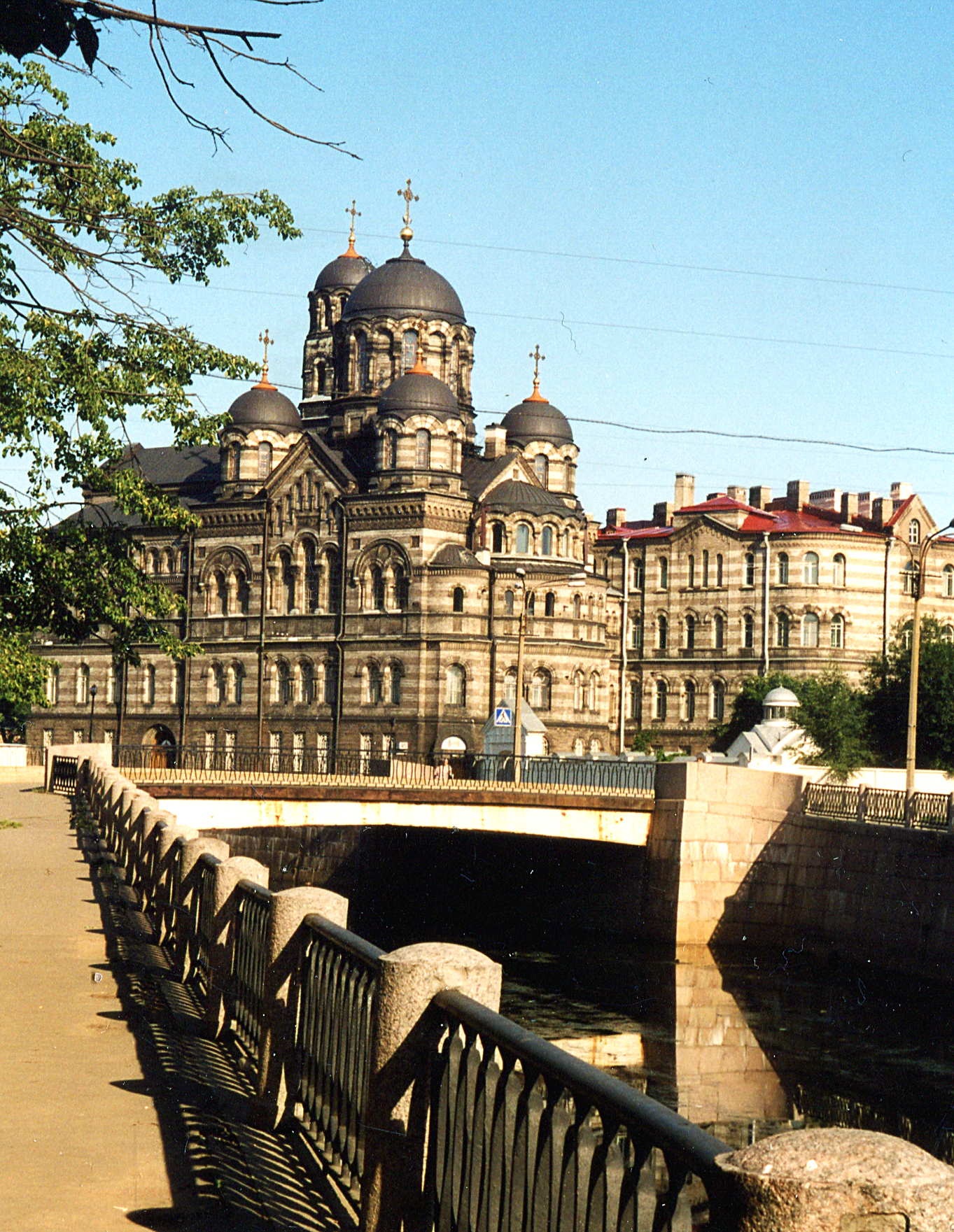
Le couvent Ioannovsky, monastère stavropégique de Saint-Pétersbourg, en Russie.

Une stavropégie (« plantation de croix », du grec σταυρός, « croix », et πήγνυμι, « planter ») est, dans l'Église orthodoxe ainsi que dans certaines Églises catholiques orientales, un monastère ou une église qui dépend directement du patriarche et qui est affranchi de la juridiction de l'évêque local.
Le droit de stavropégie, qui concerne souvent le patriarche de Constantinople, comporte dans la plupart des cas, à côté du privilège de juridiction, des avantages de caractère financier.
Le terme de stavropégie désigne aussi la cérémonie de fondation, avec la plantation de la croix qui marque le privilège de stavropégie.